# الله يبارك وطننا غانا
الله يبارك وطننا غانا هو النشيد الوطني في غانا. تمت كتابة النشيد أصلا وألحان فيليب غبيهو واعتمدت في عام 1957.

## كلمات
تم كتابة الشعر الغنائي الحالي الذي تم في استخدام منذ 1970s من قبل الطالب مايكل كوامي Gbordzoe في إطار مسابقة وطنية، ويترافق مع التعهد الوطني في غانا .
وهكذا، فإن غنائي من النشيد الوطني لغانا هي كما يلي :
الله يبارك وطننا غانا.

## المقاطع
First stanza
God bless our homeland Ghana
And make our nation great and strong,
Bold to defend forever
The cause of Freedom and of Right;
Fill our hearts with true humility,
Make us cherish fearless honesty,
And help us to resist oppressors' rule
With all our will and might for evermore.
Second stanza
Hail to thy name, O Ghana,
To thee we make our solemn vow:
Steadfast to build together
A nation strong in Unity;
With our gifts of mind and strength of arm,
Whether night or day, in the midst of storm,
In every need, whate'er the call may be,
To serve thee, Ghana, now and evermore.
Third stanza
Raise high the flag of Ghana
and one with Africa advance;
Black star of hope and honour
To all who thirst for liberty;
Where the banner of Ghana freely flies,
May the way to freedom truly lie;
Arise, arise, O sons of Ghana land,

## الترجمة
أول مقطع
بارك الله طننا غانا
و جعل أمتنا عظيمة وقوية،
جريئة للدفاع إلى الأبد
قضية الحرية والحق ؛
ملء قلوبنا مع التواضع الحقيقي،
تجعلنا نعتز الصدق لا يعرف الخوف،
وتساعدنا على مقاومة حكم الظالمين '
مع كل إرادتنا وربما إلى الأبد .
مقطع الثاني
حائل إلى اسم خاصتك، يا غانا،
إليك نجعل عهدنا الرسمي :
الثابت أن نبني معا
أمة قوية في الوحدة ؛
لدينا مواهب العقل وقوة الذراع،
سواء ليلا أو نهارا، في خضم العاصفة،
في كل حاجة، whate'er قد تكون المكالمة،
لخدمة إليك، غانا، الآن وإلى الأبد .
مقطع الثالث
رفع عاليا راية غانا
و أحد مع مسبقا أفريقيا ؛
نجمة سوداء من الأمل وشرف
إلى كل المتعطشين للحرية ؛
حيث راية غانا تطير بحرية،
قد الطريق إلى الحرية تكمن حقا ؛
تنشأ، قوموا يا أبناء أرض غانا،
و ظل الله على مسيرة إلى الأبد !
وهكذا، على الرغم من أنه لا يزال يتم استخدام تركيبة السيد فيليب غبيهو، فإن غنائي الحالي "ليبارك الله لنا الوطن غانا "، وما لا تنبع منه .
وقد وضعت مايكل كوامي Gbordzoe ، الذي أصبح عالما من حيث المهنة، انتباه الحكومة غانا إلى حقيقة أنه على الرغم من اعتمد غنائي له عن النشيد الوطني للبلاد منذ 1970s ، كان هناك حتى الآن أي اعتراف رسمي حكومة غانا ل له العمل، ويمكن أن يعزى ذلك إلى التغيرات المفاجئة في الأنظمة في غانا في الماضي .
وأرسلت رسائل إلى مختلف وكالات الحكومة الغانية، ونوقش أيضا على الهواء في مؤسسة الإذاعة غانا ( GBC ) ، ' PTGlive ، ' Uniiq برنامج أف أم في 9 مارس 2008.
التعهد الوطني لغانا [عدل ]
المقال الرئيسي : التعهد الوطني في غانا
التعهد الوطني لغانا هو التعهد الوطني ( يمين الولاء ) إلى جمهورية غانا، ويتلى على الفور بعد الله يبارك وطننا غانا.

## وصلات
- Ghana: God Bless Our Homeland Ghana - Audio of the national anthem of Ghana, with information and lyrics
- Ghana national anthem, instrumental version
- Ghana national anthem, vocal version
- Hail the name of Ghana - MIDI Instrumental